# Valdemar Sejr (film)
Valdemar Sejr er en dansk stumfilm fra 1910 produceret af Fotorama og instrueret af Gunnar Helsengreen efter manuskript af Louis C. Andersen og Helsengreen efter forlæg af B.S. Ingemann.
Filmens skuespillere var Fotoramas faste medvirkende, der var tilknyttet Aarhus Theater. Hovedrollen som Valdemar Sejr blev spillet af Aage Fønss. 
Filmen havde dansk biografpremiere den 29. august 1910 i Løvebiografen i København.

## Handling
Karl af Riise må tage afsked fra sin elskede Rigmor, da han indkaldes af Kong Valdemar. Han skal bringe budskab om forstærkninger til de pressede krigere i Estland. Kort efter ankomsten tages Karl til fange af de hedenske fjender, og Kong Valdemar drager hurtigt af sted med sine bedste mænd for at befri sin landsmand.

## Medvirkende
- Aage Fønss, Valdemar Sejr
- Marie Niedermann, Dronning Berengaria
- Karen Rich, Valdemar, prins af Danmark
- Philip Bech, Westhard, hedningernes feltherre
- Alfred Cohn, Ivar, Westhards højre hånd
- Aage Bjørnbak, Bødvar, en dansk kriger
- Johannes Rich, Ærkebiskoppen
- Peter Malberg, Grev Otto af Lyneburg
- Jenny Roelsgaard, Rigmor
- Aage Schmidt, Karl af Rise
- Ragnhild Christensen, En page
- Ellen Gottschalch
- Gunnar Helsengreen